# Stadtbad Freital

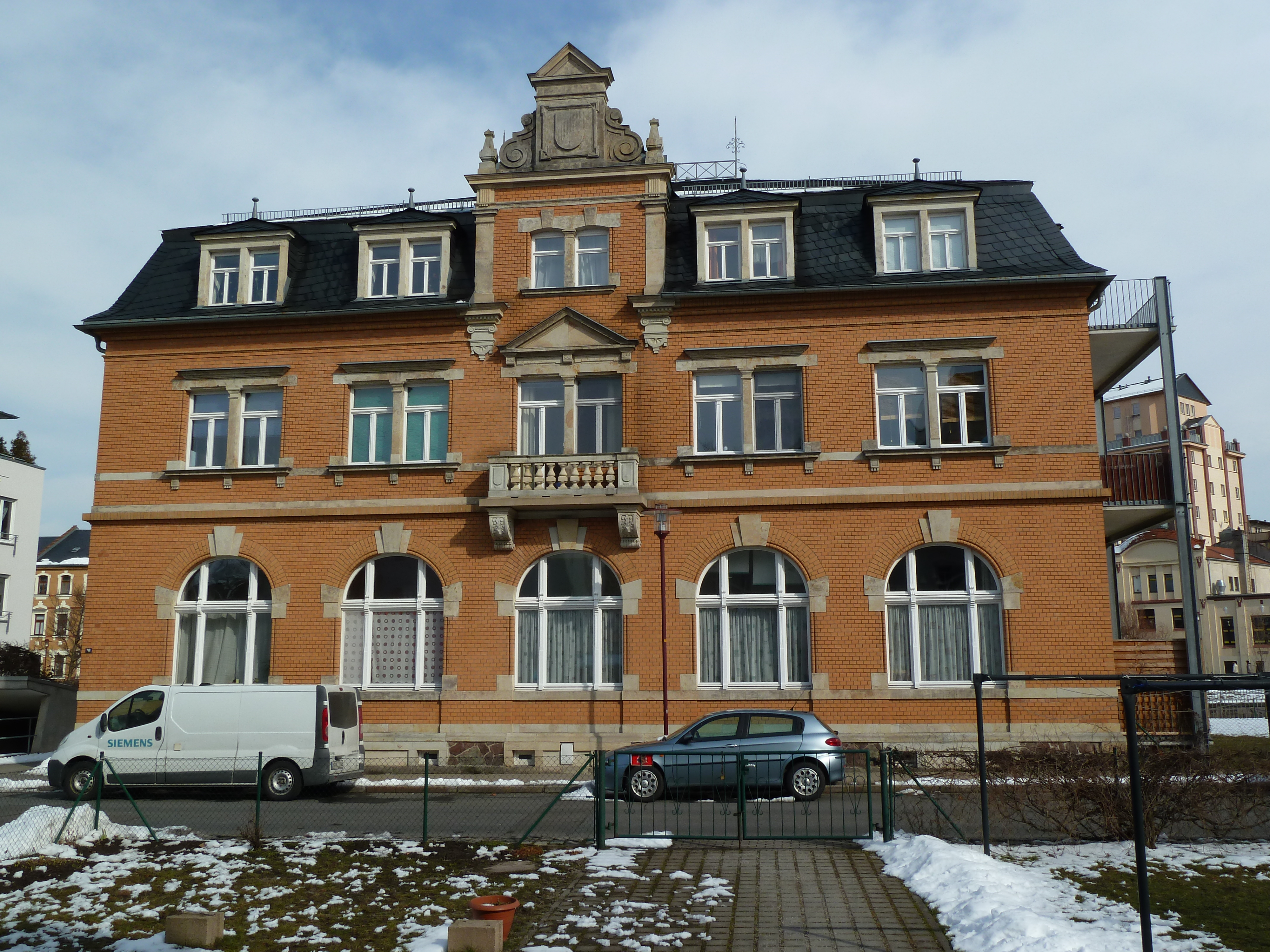
Ansicht zur Langen Straße, 2013

Das Stadtbad von Freital, auch Augustabad genannt, befand sich im denkmalgeschützten Gebäude Lange Straße 19 im Stadtteil Deuben.

## Geschichte
Im Jahr 1887 entstand an dieser Stelle ein Wannenbad mit mehreren mietbaren Badewannen. Dieses wurde bis 1895 für 50.000 Mark umgebaut und um ein 9,30 × 7 m großes Schwimmbecken erweitert, das Wassertiefen von 80 cm bis 2 m aufwies. Die nun als „Augustabad“ bezeichnete Einrichtung war das erste öffentliche Schwimmbad in der Region und der späteren Stadt Freital. Nach zwei aus Baufälligkeit erzwungenen Schließperioden zwischen 1930 und 1933 sowie 1958 und 1961 verfügte das Bad zuletzt über ein 12,5 Meter langes Becken mit drei Bahnen sowie gemeinsame Umkleide- und Duschräume für Männer und Frauen. Genutzt wurde das Stadtbad für das öffentliche Schwimmen, die schulische Schwimmausbildung und von der Schwimmabteilung der BSG Stahl Freital.
In den 1970er Jahren wurde in Coßmannsdorf ein neues Schwimmbad mit fünf 25-Meter-Bahnen sowie einem Lehrschwimmbecken in DDR-Serienbauweise (heute Teil des Freizeitzentrums Hains) eröffnet. Das Stadtbad blieb noch einige Jahre geöffnet. Im Jahr 1993 wurde es zu einem Wohnhaus umgebaut.
Das ehemalige Stadtbad ist als neobarockes Gebäude mit orts- und baugeschichtlicher Bedeutung als Kulturdenkmal ausgewiesen.